# أوكسيريا قوقازية
أوكسيريا قوقازية أو حميضة قوقازية[بحاجة لمصدر] (الاسم العلمي:Oxyria caucasica) هي نوع غير مؤكد من النباتات يتبع جنس الأوكسيريا من الفصيلة البطباطية. الاسم العلمي لهذا النبات مكون من كلمتين أولاهما تشير إلى الجنس الذي ينتمي إليه والثانية وهي النَعْت (بالإنجليزية: epithet) وهي كلمة مشتقة من (باللاتينية: caucasica) وتعني قوقازي نسبة إلى القوقاز.